# Elizabeth Ridgeway
Elizabeth Ridgeway eller Ridgway, död 1684, var en engelsk seriemördare. Hon tillhörde under sin samtid de mer kända brottslingarna, och pamfletter och visor skapades om henne. Hon mördade sin mor, sin kollega, sin älskare och sin make med hjälp av gift. Hon dömdes till döden och av avrättades genom bränning på bål.  